# Xylocopa disconota
Xylocopa disconota là một loài Hymenoptera trong họ Apidae. Loài này được Friese mô tả khoa học năm 1914.

## Hình ảnh

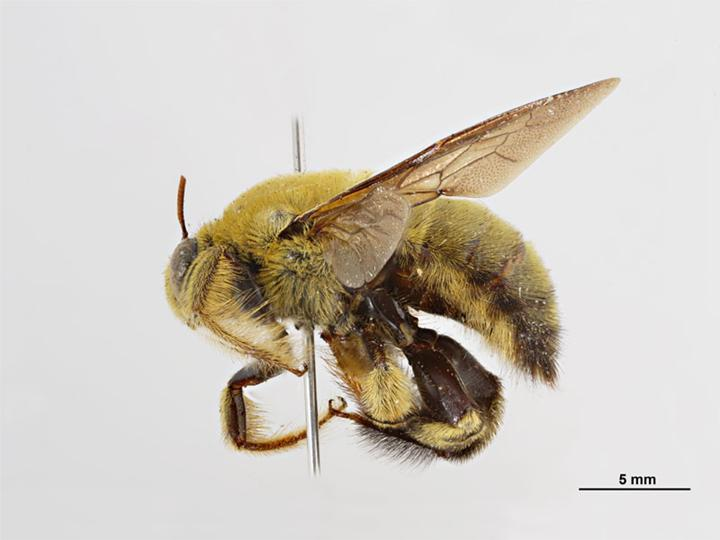